# Solorina Valley
Das Solorina Valley ist ein langgestrecktes Tal auf der Ulu-Halbinsel im Nordwesten der westantarktischen James-Ross-Insel. Es liegt nordöstlich eines Passes zwischen den Lachman Crags und zwei bislang unbenannten Hügeln westlich des Andreassen Point. Es enthält zwei Süßwassertümpel im oberen Abschnitt während sich der untere zu einer 2 km breiten Ebene weitet.
Das UK Antarctic Place-Names Committee benannte es 1993 nach der Flechtenart Solorina spongiosa, die sowohl hier als auch am Ufer der nahegelegenen Saint Martha Cove gefunden wurde.